# Carlos Neva
Carlos Neva Tey (El Puerto de Santa María, 12 giugno 1996) è un calciatore spagnolo, difensore svincolato.

## Caratteristiche tecniche
È un terzino sinistro.

## Carriera
Nel 2016, dopo un'esperienza biennale al Siviglia, viene tesserato dal Marbella FC. Il 10 luglio 2017 passa al Granada B, con cui disputa due stagioni. Il 15 agosto 2019 rinnova fino al 2021, venendo contestualmente promosso in prima squadra. Il 23 luglio 2020 ha rinnovato nuovamente il suo contratto con gli andalusi, questa volta fino al 2022.

## Statistiche

### Presenze e reti nei club
Statistiche aggiornate al 16 marzo 2025.
| Stagione         | Squadra          | Campionato       | Campionato | Campionato | Coppe nazionali | Coppe nazionali | Coppe nazionali | Coppe continentali | Coppe continentali | Coppe continentali | Altre coppe | Altre coppe | Altre coppe | Totale | Totale |
| Stagione         | Squadra          | Comp             | Pres       | Reti       | Comp            | Pres            | Reti            | Comp               | Pres               | Reti               | Comp        | Pres        | Reti        | Pres   | Reti   |
| ---------------- | ---------------- | ---------------- | ---------- | ---------- | --------------- | --------------- | --------------- | ------------------ | ------------------ | ------------------ | ----------- | ----------- | ----------- | ------ | ------ |
| 2016-2017        | Marbella FC      | SDB              | 15         | 0          | -               | -               | -               | -                  | -                  | -                  | -           | -           | -           | 15     | 0      |
| 2017-2018        | Granada B        | SDB              | 23         | 0          | -               | -               | -               | -                  | -                  | -                  | -           | -           | -           | 23     | 0      |
| 2018-2019        | Granada B        | SDB              | 31         | 1          | -               | -               | -               | -                  | -                  | -                  | -           | -           | -           | 31     | 1      |
| Totale Granada B | Totale Granada B | Totale Granada B | 54         | 1          |                 | -               | -               |                    | -                  | -                  |             | -           | -           | 54     | 1      |
| 2018-2019        | Granada          | SD               | 1          | 0          | CR              | 0               | 0               | -                  | -                  | -                  | -           | -           | -           | 1      | 0      |
| 2019-2020        | Granada          | PD               | 26         | 0          | CR              | 3               | 0               | -                  | -                  | -                  | -           | -           | -           | 29     | 0      |
| 2020-2021        | Granada          | PD               | 22         | 0          | CR              | 2               | 0               | UEL                | 13                 | 0                  | -           | -           | -           | 37     | 0      |
| 2021-2022        | Granada          | PD               | 26         | 0          | CR              | 1               | 0               | -                  | -                  | -                  | -           | -           | -           | 27     | 0      |
| 2022-2023        | Granada          | SD               | 27         | 2          | CR              | 1               | 0               | -                  | -                  | -                  | -           | -           | -           | 28     | 2      |
| 2023-2024        | Granada          | PD               | 36         | 0          | CR              | 0               | 0               | -                  | -                  | -                  | -           | -           | -           | 36     | 0      |
| 2024-2025        | Granada          | SD               | 10         | 1          | CR              | 0               | 0               | -                  | -                  | -                  | -           | -           | -           | 10     | 1      |
| Totale Granada   | Totale Granada   | Totale Granada   | 148        | 3          |                 | 7               | 0               |                    | 13                 | 0                  |             | -           | -           | 168    | 3      |
| Totale carriera  | Totale carriera  | Totale carriera  | 217        | 4          |                 | 7               | 0               |                    | 13                 | 0                  |             | -           | -           | 237    | 4      |

## Palmarès

### Club

#### Competizioni nazionali
- Segunda División: 1

Granada: 2022-2023